# Beteendegenetik
Beteendegenetik är vetenskapen om hur genetiskt arv och omgivande miljö påverkar individuella skillnader i beteendet, till exempel variationer i personlighet och uppkomsten av psykiatriska sjukdomar.